# 桌袱台

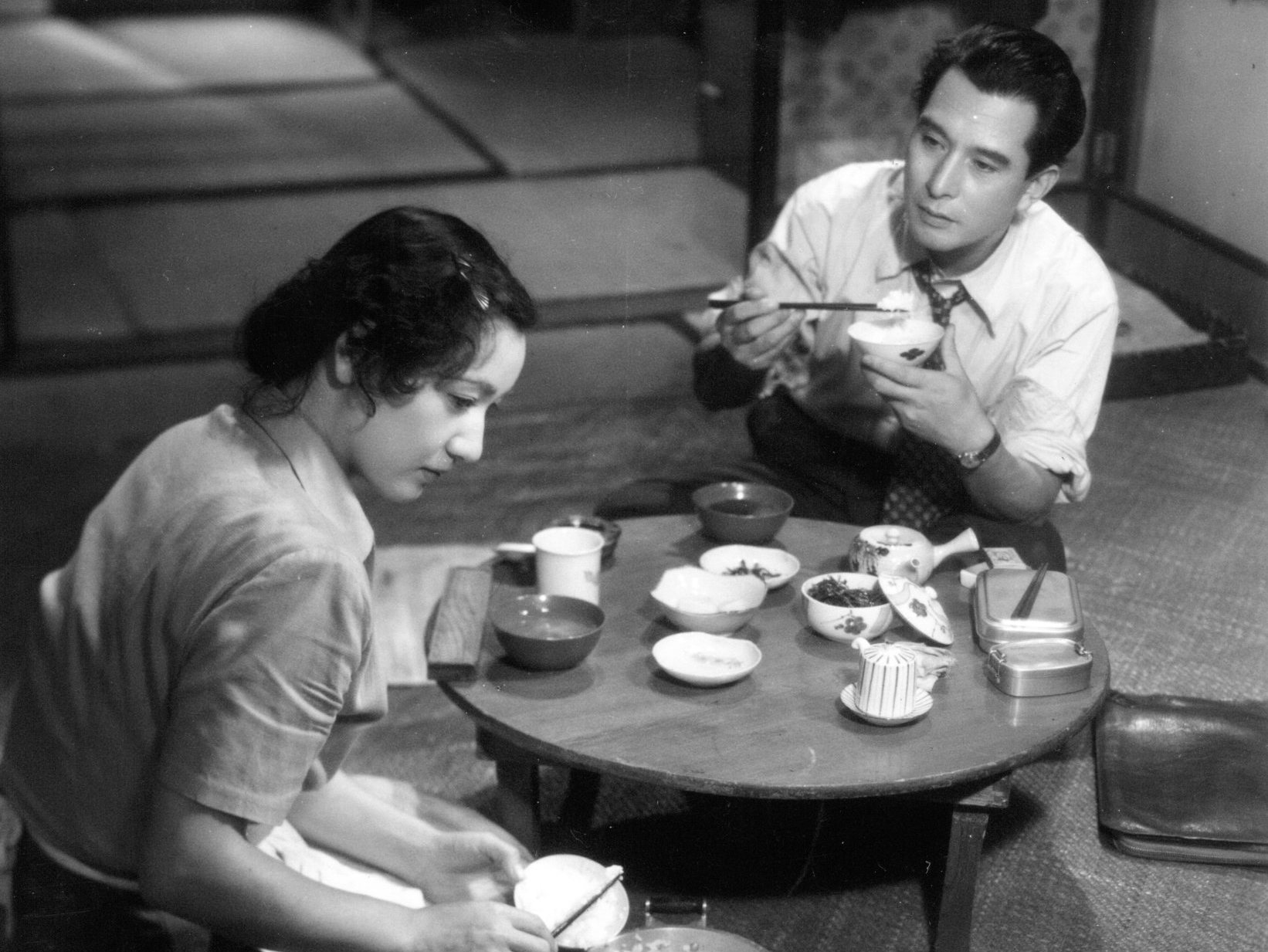
昭和26年電影《飯》中出現過卓袱台

卓袱台（ちゃぶだい）是日本近代四脚餐桌，一般多為方形或圓形、多半可以摺疊。卓袱台是昭和初期家族象徴之一。

## 歷史
1887年（明治20年）開始、卓袱台使用情形逐漸增多，1920年代後半普及日本全國。1960年（昭和35年）後，椅子式餐桌逐漸普及、利用卓袱台家庭減少。